# Liste des épisodes de Dr. Stone
Cet article présente la liste des épisodes de la série télévisée d’animation japonaise Dr. Stone issue du manga du même nom du scénariste Riichirō Inagaki et du dessinateur Boichi.

## Généralités
Le 50e numéro de 2018 du Weekly Shōnen Jump, sorti le 12 novembre, a révélé que le prochain numéro du magazine prévu pour le 19 novembre contiendrait une « annonce importante » pour la série. Il a été ainsi révélé dans le 51e numéro du magazine qu'une adaptation en une série télévisée d'animation est en cours de production pour juillet 2019. Celle-ci est réalisée par Shinya Iino et écrite par Yūichirō Kido au sein du studio d'animation TMS Entertainment avec Yuko Iwasa en tant que character designer tandis que Tatsuya Katō, Hiroaki Tsutsumi et Yuki Kanesaka composent la bande originale de la série,. Elle est diffusée pour la première fois au Japon entre le 5 juillet et le 13 décembre 2019 sur Tokyo MX, et un peu plus tard sur KBS, SUN, BS11, TVh, TBC, TVA et TVQ. La série est composée de 24 épisodes répartis dans six coffrets Blu-ray/DVD. Crunchyroll détient les droits de diffusion en streaming de l'anime dans le monde entier, excepté en Asie. En France, la chaîne J-One diffuse également la série en version originale sous-titrée français depuis le 30 juillet 2019.
Les 12 premières minutes du premier épisode sont diffusées lors d'un live sur YouTube avec également une discussion avec Yūsuke Kobayashi et de Makoto Furukawa (ja) le 1er juillet 2019,. Une projection en avant-première mondiale du premier épisode a lieu à l'Anime Expo aux États-Unis le 4 juillet 2019,.
Les chansons de l'opening et de l'ending de la série sont respectivement produite par le groupe Burnout Syndromes et Rude-α (ja). Les seconds opening et ending sont respectivement produites par le groupe Pelican Fanclub (ja) et Saeki YouthK (ja).
Après la diffusion du 24e et dernier épisode, il est annoncé qu'une seconde saison est en cours de production et suivra l'arc Stone Wars,, a été diffusée entre le 14 janvier 2021 et le 25 mars 2021,,.
La chanson de l'opening de la saison 2, Rakuen, est produite par le groupe Fujifabric tandis que l'ending, Koe?, est produite par Hatena.
Après la diffusion du 11e et dernier épisode, il est annoncé qu'une troisième saison est en cours de production. Un épisode spécial sur Ryusui est ensuite annoncé le 19 décembre 2021 lors de la Jump Festa'22, et la date de la troisième saison prévue pour 2023. L'épisode spécial réalisé par Shūhei Matsushita est diffusé le 10 juillet 2022 sur Tokyo MX et BS11. À la fin de l'épisode, il est annoncé que la troisième saison s'intitule New World avec Shūhei Matsushita de nouveau dans la réalisation, et est prévue pour le printemps 2023 et est confirmée pour avril 2023 au Jump Festa '23. La série est diffusée du 6 avril 2023 au 21 décembre 2023 et disponible en simulcast sur Crunchyroll.
À la fin de la troisième saison, une quatrième et dernière saison est annoncé avec le titre de Dr. Stone : Science Future.
La chanson de l'opening de la saison 3, Wasuregataki, est produite par Huwie Ishizaki.

## Découpage des épisodes
| Saisons | Saisons | Nombre d'épisodes | Diffusion originale | Diffusion originale | Diffusion en VF    | Diffusion en VF    |
| Saisons | Saisons | Nombre d'épisodes | Début de saison     | Fin de saison       | Début de saison    | Fin de saison      |
| ------- | ------- | ----------------- | ------------------- | ------------------- | ------------------ | ------------------ |
|         | 1       | 24                | 5 juillet 2019      | 13 décembre 2019    | 25 octobre 2020    | 10 janvier 2021    |
|         | 2       | 11                | 14 janvier 2021     | 25 mars 2021        | 25 février 2021    | 6 mai 2021         |
|         | SP      | 1                 | 10 juillet 2022     | 10 juillet 2022     | 1er septembre 2022 | 1er septembre 2022 |
|         | 3       | 11                | 6 avril 2023        | 15 juin 2023        | 11 mai 2023        | 13 juillet 2023    |
|         | 3       | 11                | 12 octobre 2023     | 21 décembre 2023    | 12 octobre 2023    | 21 décembre 2023   |
|         | 4       | 12                | 9 janvier 2025      | 27 mars 2025        | 9 janvier 2025     | 27 mars 2025       |
|         | 4       | 12                | 10 juillet 2025     | NC                  | 10 juillet 2025    | NC                 |
|         | 4       | NC                | NC                  | NC                  | NC                 | NC                 |

### Arcs
Voici l’organisation chronologique des épisodes par saisons et arcs :
- Saison 1

1. Arc Formule de la pétrification (épisodes 1 et 2)
2. Arc Bataille contre Tsukasa (épisodes 3 à 5)
3. Arc Le royaume de la science (épisodes 5 à 13)
4. Arc Le tournoi du village (épisodes 13 à 15)
5. Arc Les origines du village (épisodes 15 à 17)
6. Arc Bataille contre Hyôga (épisodes 18 et 19)
7. Arc Guerre de l'information (épisodes 20 à 24)

- Saison 2 - Stone Wars

1. Arc Guerre de l'information (suite) (épisodes 1 à 11)
2. Arc L'âge de l'exploration (épisode 11)

- Dr. Stone: Ryusui

1. Arc L'âge de l'exploration

- Saison 3 - New World

1. Arc L'âge de l'exploration (suite) (épisodes 1 à 5)
2. Arc L'île au trésor (épisodes 6 à 20)
3. Arc Ville du maïs (épisodes 20 à 22)

- Saison 4 - Science Future

1. Arc Ville du maïs (suite) (épisodes 1 à 12)
2. Arc Ville du superalliage (épisodes 13 à ...)

## Génériques
| Début             | Début                       | Début                | Fin           | Fin                       | Fin               |
| Épisodes          | Titre                       | Artiste(s)           | Épisodes      | Titre                     | Artiste(s)        |
| ----------------- | --------------------------- | -------------------- | ------------- | ------------------------- | ----------------- |
| S1 : 1 - 13       | Good Morning World!         | Burnout Syndromes    | S1 : 2 - 13   | LIFE                      | Rude-α (ja)       |
| S1 : 14 - 24      | Sangenshoku (三原色)        | Pelican Fanclub (ja) | S1 : 14 - 24  | Yume no yōna (夢のような) | Saeki YouthK (ja) |
| S2 : 1 - 11       | Rakuen (楽園)               | Fujifabric (ja)      | S2 : 2 - 11   | Koe ? (声？)              | Hatena (ja)       |
| Dr. Stone: Ryusui | Good Morning [New] World!   | Burnout Syndromes    | NC            | NC                        | NC                |
| S3 : 1 - 11       | Wasuregataki (ワスレガタキ) | Huwie Ishizaki (ja)  | S3 : 1 - 11   | Where Do We Go?           | OKAMOTO'S         |
| S4 : 1 - 12       | Casanova Posse              | ALI                  | S4 : 1 - 12   | Rolling Stone             | Breimen (ja)      |
| S4 : 13 - ...     | SUPERNOVA                   | KANA-BOON (ja)       | S4 : 13 - ... | No man's world            | otoha (ja)        |

## Liste des épisodes

### Saison 1
| No | Titre en français                           | Titre original                                      | Date de 1re diffusion |
| --- | ------------------------------------------- | --------------------------------------------------- | --------------------- |
| 1 | Stone World                                 | STONE WORLD                                         | 5 juillet 2019        |
| [Chapitres 1-2] - L'humanité tout entière a été pétrifiée, et les causes sont pour le moment inconnues. Heureusement, Senku et Taiju, deux lycéens, se réveillent 3 700 ans plus tard et comptent recréer une civilisation de zéro. De plus, il leur faut impérativement sauver Yuzuriha, dont Taiju est éperdument amoureux... |                                             |                                                     |                       |
| 2 | King of the Stone World                     | KING OF THE STONE WORLD                             | 12 juillet 2019       |
| [Chapitres 2-3-4] - Grâce à l'eau miraculeuse à base d'acide nitrique, Senku et Taiju peuvent ramener à elle une troisième personne pour leur venir en aide. Puisque des fauves sont à leurs trousses, ils ont manifestement besoin d'un combattant : ils choisissent de réanimer Tsukasa Shishio, le lycéen le plus fort du pays... |                                             |                                                     |                       |
| 3 | Les Armes de la Science                     | 科学の武器 Kagaku no buki                           | 19 juillet 2019       |
| [Chapitres 5-6-7] - Le lycéen le plus fort de l'ordre des primates, Tsukasa Shishio, se montre sans pitié pour les pétrifiés. Il apparait très vite comme une menace pour le nouveau monde que souhaitent créer Senku et Taiju. Ils doivent s'en débarrasser à tout prix, mais comment vont-ils s'y prendre ? |                                             |                                                     |                       |
| 4 | Allumons un signal de fumée                 | 狼煙をあげろ Noroshi o agero                        | 26 juillet 2019       |
| [Chapitres 8-9-10] - Senku est sur le point de fabriquer la quatrième utilisation primordiale du carbonate de calcium sous la forme de la poudre explosive. Il manque de temps car Tsukasa le cherche... Malheureusement, ce dernier le retrouve et le tue en lui brisant la nuque... |                                             |                                                     |                       |
| 5 | Stone World The Beginning                   | STONE WORLD THE BEGINNING                           | 2 août 2019           |
| [Chapitres 11-12-13] - Senku gît, inanimé, dans les bras de son ami, Taiju. Ce dernier, terrassé, arrivera-t-il à garder son sang-froid face à Tsukasa et sa redoutable assurance ? |                                             |                                                     |                       |
| 6 | Les Deux nations du monde de pierre         | 石の世界の二つの国 Ishi no sekai no futatsu no kuni | 9 août 2019           |
| [Chapitres 14-15-16] - Taiju et Yuzuriha ont réussi à prendre la fuite avec Senku, toujours inconscient. Ils sont désormais hors de danger et sur une piste pour ramener leur ami à la vie. Pendant ce temps, Tsukasa retpourne à la caverne et s'aperçoit qu'il est suivi. Il découvre alors une humaine primitive, qui a observé sa tentative de meurtre sur Senku et souhaite le punir pour cet acte. Tsukasa frappe violemment cette dernière qui se retrouve prisonnière sous un tronc d'arbre... |                                             |                                                     |                       |
| 7 | 2 millions d'années en lieu sûr             | ２００万年の在処 200-man nen no arika               | 16 août 2019          |
| [Chapitres 17-18-19] - Senku découvre Kohaku et décide de la secourir. Il fait appel à ses connaissances scientifiques et grâce à l'aide de poulies, parvient à soulever le tronc d'arbre et à libérer d'accompagner Kohaku. Il décide de la suivre après qu'elle l'ait invité dans son village. Il a besoin de main-d’œuvre pour bâtir le royaume de la science, et il semblerait qu'elle connaisse l'homme parfait pour ça...                                                                        |                                             |                                                     |                       |
| 8 | Stone Road                                  | STONE ROAD                                          | 23 août 2019          |
| [Chapitres 20-21-22] - Afin de sauver Ruri de la maladie, Senku, Kohaku et Chrome travailleront en équipe pour fabriquer le remède universel. Une nouvelle alliée se joindra à eux : Suika, la grande détective ! |                                             |                                                     |                       |
| 9 | Nous brandirons la lumière de la science    | この手に科学の灯を Kono-te ni kagaku no akari o     | 30 août 2019          |
| [Chapitres 23-24-25] - Afin d'avoir toujours plus de main-d’œuvre, Senku continue d'utiliser la science comme moyen pour parvenir à ses fins. C'est alors qu'un subordonné de Tsukasa pointe le bout de son nez... |                                             |                                                     |                       |
| 10 | Une alliance frivole                        | 薄っぺらの同盟 Usuppera no dōmei                    | 6 septembre 2019      |
| [Chapitres 25-26-27] - Gen Asagiri, l'homme le plus frivole au monde, n'a pas encore dévoilé dans quel camp il se rangeait. Va-t-il trahir Senku et le royaume de la science, ou mentir à Tsukasa ? |                                             |                                                     |                       |
| 11 | Clear World                                 | CLEAR WORLD                                         | 13 septembre 2019     |
| [Chapitres 28-29] - Pour avancer sur la route des sulfamides et faire des expériences, il faut du verre. Autre point positif d'en obtenir : cela permettra de guérir la « maladie du flou » chez certains villageois ! |                                             |                                                     |                       |
| 12 | J'assurerai tes arrières, et toi, les miens | 背中合わせの仲間たち Senaka awase no nakama-tachi   | 20 septembre 2019     |
| [Chapitres 30-31-32] - Pour récupérer l'ingrédient le plus problématique afin de créer des sulfamides, Ginro, Chrome, Kohaku et Senku se dirigeront vers une zone de danger maximal ! Quel genre d'ennemi se dressera devant eux ? |                                             |                                                     |                       |
| 13 | Le Guerrier masqué                          | 仮面の戦士 Kamen no senshi                          | 27 septembre 2019     |
| [Chapitres 33-34-35] - La préparation du remède universel à base de sulfamides a été commencée, mais il manque encore un ingrédient : de l'alcool. Puisque le tournoi seigneurial débute demain, il faudra compter sur la victoire pour en obtenir jusqu'à perpétuité ! |                                             |                                                     |                       |
| 14 | Master of Flame                             | MASTER OF FLAME                                     | 4 octobre 2019        |
| [Chapitres 36-37-38] - Malgré sa victoire imminente contre Magma, Kinro fait un faux pas au dernier moment. Le royaume de la science devra faire preuve d'ingéniosité pour l'emporter ! |                                             |                                                     |                       |
| 15 | 2 millions d'années cristallisées           | ２００万年の結晶 200-man nen no kesshō              | 11 octobre 2019       |
| [Chapitres 39-40-41] - Il ne reste plus que les alliés du royaume de la science ! La victoire est totale pour nos amis et Chrome, qui pourra épouser Ruri ! Seulement, il vient de perdre connaissance... |                                             |                                                     |                       |
| 16 | Histoire du temps jadis                     | 幾千年物語 Ikusen'nen monogatari                    | 18 octobre 2019       |
| [Chapitres 42-43] - Ruri connaissait déjà le nom complet de Senku, soit Senku Ishigami ! Comment est-ce possible ? Il semblerait que le dernier récit des cent contes s'intitule « Senku Ishigami »... |                                             |                                                     |                       |
| 17 | Cents nuits et mille cieux                  | 百の夜と千の空 Hyaku no yoru to sen no sora         | 25 octobre 2019       |
| [Chapitres 44-45] - Retour en arrière : Senku est pétrifié, son père est dans l'espace et il doit chercher une solution pour sauver l'humanité tout entière. Tel père, tel fils, dit le proverbe. |                                             |                                                     |                       |
| 18 | Stone Wars                                  | STONE WARS                                          | 1er novembre 2019     |
| [Chapitres 46-47-48] - Gen n'a pas réussi à convaincre Tsukasa de la mort de Senku, ce qui rend l'ennemi très nerveux. Il enverra ses nouveaux guerriers dépétrifiés à vitesse grand V prendre d'assaut le village Ishigami ! |                                             |                                                     |                       |
| 19 | En route vers l'ère moderne                 | そして現代へ Soshite gendai e                       | 8 novembre 2019       |
| [Chapitres 49-50] - Hyoga, vaincu, est bien obligé d'admettre que le royaume de la science est très au point. De bons combattants, un fort esprit d'équipe, de viles trahisons... Si seulement c'était suffisant. |                                             |                                                     |                       |
| 20 | L'Ère de l'énergie cinétique                | 動力の時代 Dōryoku no jidai                         | 15 novembre 2019      |
| [Chapitres 51-52] - Afin de battre Tsukasa et son armée, nos amis doivent parvenir à fabriquer un moyen de transmission efficace, soit un téléphone ! Ainsi, le royaume de la science, Taiju et Yuzuriha pourront coordonner une frappe préventive chez l'ennemi. |                                             |                                                     |                       |
| 21 | Club de travaux manuels spartiate           | スパルタ工作クラブ Suparuta kōsaku Kurabu           | 22 novembre 2019      |
| [Chapitres 53-54] - Ça y est, le royaume de la science a obtenu une centrale hydroélectrique ! Il est désormais temps de passer à la fabrication des batteries, puis des ampoules, et aussi... Heureusement, le club de travaux manuels spartiate est là pour prêter ses bras ! |                                             |                                                     |                       |
| 22 | The Treasure                                | THE TREASURE                                        | 29 novembre 2019      |
| [Chapitres 55-56] - Afin de fabriquer un filament résistant à la chaleur, Senku a besoin des propriétés de la scheelite, soit le tungstène, le métal le plus robuste de l'Univers ! L'équipe spéléologique, Chrome, Magma et lui, partira donc en chercher au fin fond d'une grotte ! |                                             |                                                     |                       |
| 23 | Déferlante scientifique                     | 科学の波 Kagaku no nami                             | 6 décembre 2019       |
| [Chapitres 57-58] - La ligne d'arrivée n'est plus très loin, le royaume de la science aura bientôt fabriqué un portable ! Senku répartit à nouveau habilement les tâches entre plusieurs équipes pour optimiser le travail. |                                             |                                                     |                       |
| 24 | Que nos voix portent vers l'infini          | 声は無限の彼方へ Koe wa mugen no kanata e           | 13 décembre 2019      |
| [Chapitres 59-60] - Grâce à l'aide des villageois, Senku achève la fabrication de son arme stratégique contre Tsukasa : le téléphone portable ! C'est alors que Senku apprend, grâce à la prêtresse Ruri, l'existence d'un message venu d'un autre temps... |                                             |                                                     |                       |

### Saison 2 -Stone Wars
| No | Titre en français                          | Titre original                                      | Date de 1re diffusion |
| --- | ------------------------------------------ | --------------------------------------------------- | --------------------- |
| 0 (24,5) | Stone Wars — Eve of the Battle             | 開戦前夜スペシャル映像 Kaisen zen'ya supesharu eizō | 11 octobre 2020       |
| Episode récapitulatif de la première saison, diffusée lors de la Jump Festa au Japon. |                                            |                                                     |                       |
| 1 (25) | Stone Wars Beginning                       | STONE WARS BEGINNING                                | 14 janvier 2021       |
| [Chapitres 60-61] - Un autre super item doit être créé par le royaume de la science, soit la nourriture spatiale ! Afin de remporter la Stone Wars, elle sera d'une grande utilité, permettant une meilleure mobilité car légère et facile à préparer !                                    |                                            |                                                     |                       |
| 2 (26) | Hot Line                                   | HOT LINE                                            | 21 janvier 2021       |
| [Chapitres 62-63-64] - L'équipe de Chrome, Magma et Gen, en route vers le QG de Tsukasa, transporte un des téléphones conçus par le royaume de la science. Homura les talonne afin de découvrir leur secret.                                                                               |                                            |                                                     |                       |
| 3 (27) | Un coup de fil du défunt                   | 死者からの電話 Shisha kara no denwa                 | 28 janvier 2021       |
| [Chapitres 65-66] - La nostalgie est au rendez-vous. Pour la première fois depuis un an, Senku et Taiju peuvent se parler de vive voix, au téléphone ! Le garde qui surveille les amis de Senku commence à soupçonner quelque chose.                                                       |                                            |                                                     |                       |
| 4 (28) | Tous à l'attaque                           | 全軍出撃 Zengun shutsugeki                          | 4 février 2021        |
| [Chapitres 67-68] - Nikki, qui a désormais rejoint les rangs du royaume de la science, dévoilera de précieuses informations sur l'empire de Tsukasa. À partir de maintenant, Senku et ses compagnons passeront à l'offensive !                                                             |                                            |                                                     |                       |
| 5 (29) | Steam Gorilla                              | STEAM GORILLA                                       | 11 février 2021       |
| [Chapitres 69-70] - Bientôt prêt à donner l'assaut, le royaume de la science teste la conduite de leur nouvelle machine à vapeur : le Steam Gorilla. Vite, il faut aller sauver Chrome des griffes de Tsukasa !                                                                            |                                            |                                                     |                       |
| 6 (30) | Prison Break                               | PRISON BREAK                                        | 18 février 2021       |
| [Chapitres 71-72] - Chrome le scientifique n'a pas dit son dernier mot ! Toujours enfermé et surveillé, il essaiera de s'échapper par ses propres moyens. |                                            |                                                     |                       |
| 7 (31) | Une mission ultra-secrète                  | 極秘のミッション Gokuhi no misshon                  | 25 février 2021       |
| [Chapitres 73-74] - Chrome, très fier, raconte l'exploit de son évasion grâce à la science et à la batterie. Toutefois, selon Senku, Taiju et Yuzuriha ne sont pas intervenus, quelqu'un d'autre a aidé Chrome à s'échapper. Qui est-ce donc ?                                             |                                            |                                                     |                       |
| 8 (32) | Final Battle                               | FINAL BATTLE                                        | 4 mars 2021           |
| [Chapitres 75-76] - Pour l'assaut final avec le char d'assaut, le royaume de la science disposera de 20 secondes cruciales pour profiter de la panique généralisée chez l'ennemi, avant qu'il contre-attaque ! Feu !                                                                       |                                            |                                                     |                       |
| 9 (33) | Ceux que l'on brise et ceux que l'on sauve | 壊すもの救うもの Kowasu mono sukuu mono             | 11 mars 2021          |
| [Chapitres 77-78] - Les villageois ont pris d'assaut la grotte miraculeuse avec Senku à leur tête. N'ayant plus de char d'assaut ni de produits chimiques pour se défendre, ils jouent contre la montre afin de trouver une issue tout en honorant leur promesse de ne pas verser de sang. |                                            |                                                     |                       |
| 10 (34) | Le duo le plus fort de l'humanité          | 人類最強のタッグ Jinrui saikyō no taggu             | 18 mars 2021          |
| [Chapitres 79-80-81-82] - Senku utilise l'élixir de dépétrification sur la petite sœur de Tsukasa, mais leurs retrouvailles touchantes ne dureront malheureusement pas... |                                            |                                                     |                       |
| 11 (35) | Prologue of Dr. Stone                      | PROLOGUE OF Dr.STONE                                | 25 mars 2021          |
| [Chapitres 82-83-84] - Tsukasa est dans un état critique, et Hyoga, qui est à présent sous les verrous, ne manque pas une occasion d'inciter le royaume de la science à s'en débarrasser pour de bon.                                                                                      |                                            |                                                     |                       |

### Saison 3 -New World
| No | Titre en français | Titre original                            | Date de 1re diffusion |
| --- | ----------------- | ----------------------------------------- | --------------------- |
| 0 (35,5) | Dr. Stone: Ryusui | ドクターストーン 龍水 Dokutā Sutōn Ryūsui | 10 juillet 2022       |
| [Chapitres 84-85-86-87-88-89] - Épisode spécial sur Ryusui de 54 minutes. - Senku et ses amis voyagent de l'autre côté de la Terre pour découvrir le secret de la pétrification. |                   |                                           |                       |

#### Partie 1
| No | Titre en français                            | Titre original                                   | Date de 1re diffusion |
| --- | -------------------------------------------- | ------------------------------------------------ | --------------------- |
| 1 (36) | New World Map                                | NEW WORLD MAP                                    | 6 avril 2023          |
| [Chapitres 90-91] - Avec Ryusui qui peut prêter ses capacités au royaume de la science, tout ce qui est sur terre et dans les airs devient facilement accessible ! Il est grand temps de cartographier les alentours du village Ishigami.        |                                              |                                                  |                       |
| 2 (37) | Désirs = Justice                             | 欲しい＝正義 Hoshī Ikōru Seigi                   | 13 avril 2023         |
| [Chapitres 92-93] - Prochaine mission : dépétrifier un chef cuisinier professionnel, qui est le majordome de Ryusui, en l'occurrence. Si seulement il restait de l'élixir...                                                                     |                                              |                                                  |                       |
| 3 (38) | Premier contact                              | ファーストコンタクト Fāsuto Kontakuto            | 20 avril 2023         |
| [Chapitres 94-95] - Grâce aux photos prises avec les appareils, les recherches de ressources, dont le pétrole, se font de manière plus efficiente. Vite, avant que la neige recouvre le sol !                                                    |                                              |                                                  |                       |
| 4 (39) | Les yeux de la science                       | 科学の眼 Kagaku no Me                            | 27 avril 2023         |
| [Chapitres 96-97-98] - Qui est ce mystérieux messager ? Où est-il et que recherche-t-il ? A-t-il un lien avec la pétrification de l'humanité ? C'est ce que le royaume de la science tâchera de découvrir !                                      |                                              |                                                  |                       |
| 5 (40) | Perseus, le navire de la science             | 科学船ペルセウス Kagakusen Peruseusu             | 4 mai 2023            |
| [Chapitres 98-99-100] - Afin de se rendre à l'autre bout du globe, la construction du navire a débuté, mais elle sera de longue haleine… Heureusement, Ryusui et ses maquettes sont de la partie !                                               |                                              |                                                  |                       |
| 6 (41) | Treasure Box                                 | Treasure Box                                     | 11 mai 2023           |
| [Chapitres 101-102] - En route vers l'île aux trésors, l'équipage du bateau découvre l'existence d'un passager sans nom, affectueusement surnommé le Sans-nom. Ça, c'était avant de connaître son vrai nom...                                    |                                              |                                                  |                       |
| 7 (42) | La lumière de l'espoir et du désespoir       | 絶望と希望の光 Zetsubō to Kibō no Hikari         | 18 mai 2023           |
| [Chapitres 103-104-105] - Une équipe de recherche est formée pour explorer l'île, dans le but de mettre la main sur le platine qui se trouve à l'intérieur du coffre aux trésors. Qui sont les élus, cette fois ?                                |                                              |                                                  |                       |
| 8 (43) | Notre atout est dans le navire de la science | 切り札は科学の船に Kirifuda wa Kagaku no Fune ni | 25 mai 2023           |
| [Chapitres 105-106-107-108] - Amaryllis, une habitante de l'île et nouvelle alliée, a confié de précieuses informations au royaume de la science. Ainsi, ils pourront élaborer un plan afin de contrer le grand patron et sauver tout le monde ! |                                              |                                                  |                       |
| 9 (44) | La science de la beauté                      | 美しい科学 Utsukushī Kagaku                      | 1er juin 2023         |
| [Chapitres 109-110-111] - Senku et les autres sont à deux doigts d'obtenir la voiture-labo, mais les deux survivants à bord du bateau doivent réussir à se coordonner sans se faire prendre.                                                     |                                              |                                                  |                       |
| 10 (45) | Science Wars                                 | Science Wars                                     | 8 juin 2023           |
| [Chapitres 111-112-113] - Kohaku, Ginro et Amaryllis ont tous les trois été sélectionnés, ils vont donc pouvoir commencer l'infiltration de la base ennemie !                                                                                    |                                              |                                                  |                       |
| 11 (46) | Le miracle, tu l'accompliras de tes mains    | 奇跡はこの掌で Kiseki wa kono tenohira de        | 15 juin 2023          |
| [Chapitres 114-115-116] - Kohaku a sous les yeux le joyau de la science capable de réveiller toute l'humanité, mais elle n'est pas en mesure de le récupérer, car elle ne doit pas se faire repérer.                                             |                                              |                                                  |                       |

#### Partie 2
| No | Titre en français                       | Titre original                               | Date de 1re diffusion |
| --- | --------------------------------------- | -------------------------------------------- | --------------------- |
| 12 (47) | Le royaume de la science contre-attaque | 反撃の科学王国 Hangeki no Kagaku Ōkoku       | 12 octobre 2023       |
| [Chapitres 116-117-118] - Pour mener à bien la suite de leurs plans, Senku et ses camarades donnent le tout pour le tout pour dépétrifier Ryusui, le seul qui pourra ainsi les aider à sauver ensuite Kaseki. Toutefois, l’ennemi prend ses dispositions.                                 |                                         |                                              |                       |
| 13 (48) | Le vrai visage de Medusa                | メデューサの素顔 Medyūsa no Sugao            | 19 octobre 2023       |
| [Chapitres 119-120-121] - Au tour de l'artisan de génie de recevoir une dose d'élixir ! Ils ont grandement besoin de lui pour fabriquer un drone. |                                         |                                              |                       |
| 14 (49) | Jeu de négociation célébral             | 頭脳戦のディールゲーム Zunō-sen no Dīru-gēmu | 26 octobre 2023       |
| [Chapitres 122-123] - Avant d'être pétrifiée, Kohaku observe de ses propres yeux Médusa et découvre son vrai visage. Avec Ginro mourant dans les bras, elle place tous ses espoirs en Amaryllis et le royaume de la science pour les tirer de ce mauvais pas.                             |                                         |                                              |                       |
| 15 (50) | La bataille en trois dimensions         | 三次元の決戦 Sanjigen no Kessen              | 2 novembre 2023       |
| [Chapitres 124-125-126] - Malgré le possible revers auquel le royaume de la science pourrait être confronté, Senku a confié une tâche à Mozu. L'accomplira-t-il ? |                                         |                                              |                       |
| 16 (51) | Guerre totale                           | 全土大乱戦 Zendo Dairansen                   | 9 novembre 2023       |
| [Chapitres 126-127-128] - Au tour de Kinro d'entrer en scène, avec sa lance d'or qui brille comme le soleil ! Épaulé par la science, dénommée « sorcellerie » par l'ennemi, il sortira le grand jeu.                                                                                      |                                         |                                              |                       |
| 17 (52) | JOKER                                   | JOKER                                        | 16 novembre 2023      |
| [Chapitres 129-130-131-132] - Afin de dévoiler la vérité aux habitants de l'île, Taiju et Yuzuriha sont envoyés en mission pour rapporter la statue du grand patron. Pendant ce temps, Senku et les autres provoquent une pagaille générale.                                              |                                         |                                              |                       |
| 18 (53) | L'éclat de la destruction               | 滅びの煌めき Horobi no kirameki              | 23 novembre 2023      |
| [Chapitres 132-133-134] - Yo récupère Médusa, et tente de s'en servir contre Mozu, en vain. Hyoga prend le relais, en attendant que Senku lui fabrique l'arme parfaite. |                                         |                                              |                       |
| 19 (54) | Last Man Standing                       | Last Man Standing                            | 30 novembre 2023      |
| [Chapitres 135-136-137] - Ibara est parvenu à envelopper l'île tout entière de rayons pétrifiants, et ainsi transformer tout le monde en statue, à l'exception de… Senku ! Comment est-ce possible ? L'affrontement des deux généraux commence !                                          |                                         |                                              |                       |
| 20 (55) | First Dream                             | First Dream                                  | 7 décembre 2023       |
| [Chapitres 138-139-140] - Après avoir battu Ibara, Senku réveille tous ces amis, et commence par réparer le téléphone pour communiquer avec Ruri. Ils reçoivent une mystérieuse transmission radio de "Why-man" qui se trouve sur la lune.                                                |                                         |                                              |                       |
| 21 (56) | L'île aux trésors                       | 宝島 Takarajima                              | 14 décembre 2023      |
| [Chapitres 140-141] - Le prochain objectif plutôt ambitieux de notre scientifique préféré : se rendre sur la Lune ! La condition sine qua non pour y parvenir, c'est de réveiller un maximum de personnes et de faire en sorte qu'elles s'allient d'elles-mêmes au royaume de la science. |                                         |                                              |                       |
| 22 (57) | Beyond the New World                    | Beyond the New World                         | 21 décembre 2023      |
| [Chapitres 141-142] - Avec en leur possession le pétrificateur et de l'élixir à l'infini, nos amis pourront enfin sortir de son sommeil cryogénique Tsukasa. |                                         |                                              |                       |

### Saison 4 -Science Future

#### Partie 1
| No | Titre en français                                    | Titre original                          | Date de 1re diffusion |
| --- | ---------------------------------------------------- | --------------------------------------- | --------------------- |
| 1 (58) | Ryusui VS Senku                                      | Ryusui vs. Senku                        | 9 janvier 2025        |
| [Chapitres 143-144-145-146] - L’équipage en mer continue son expédition vers l’Amérique. Senku et Ryusui ne sont pas d’accord sur la durée que doit prendre leur périple avant d’arriver à destination. Une partie de poker viendra déterminer la route à emprunter. |                                                      |                                         |                       |
| 2 (59) | Science Journey                                      | Science Journey                         | 16 janvier 2025       |
| [Chapitres 145-146-147] - Entre la bière et le bar François sur le navire Perseus, l’équipage est aux anges pour accomplir sa traversée. François en profite même pour faire découvrir des cocktails spéciaux, adaptés à chaque personnage.                          |                                                      |                                         |                       |
| 3 (60) | Un piège à insectes dans les ténèbres                | 暗闇の誘蛾灯 Kurayami no Yūgatō         | 23 janvier 2025       |
| [Chapitres 148-149] - L’équipage arrive en Amérique. Ici aussi, le paysage a bien changé. Le groupe se sépare. L'équipe de Senku doit retrouver les plants de maïs.                                                                                                  |                                                      |                                         |                       |
| 4 (61) | Dr. X                                                | Dr. X                                   | 30 janvier 2025       |
| [Chapitres 150-151] - L’équipe de recherche a échappé de peu aux balles de la mitrailleuse ennemie. Hélas, le répit est de courte durée. |                                                      |                                         |                       |
| 5 (62) | Doctor vs. Doctor                                    | Doctor vs. Doctor                       | 6 février 2025        |
| [Chapitres 152-153-154] - Gen a infiltré la base ennemie. L’équipe de Senku a à peine le temps de prendre connaissance de la situation que Xeno prend contact avec eux.                                                                                              |                                                      |                                         |                       |
| 6 (63) | Science Is Elegant                                   | Science Is Elegant                      | 13 février 2025       |
| [Chapitres 154-155] - Pour mettre fin au conflit, Xeno envisage d’abattre le scientifique ennemi. Pour cela, Stanley est missionné, aux côtés de Luna. |                                                      |                                         |                       |
| 7 (64) | Deux scientifiques                                   | 二人の科学者 Futari no Kagaku-sha       | 20 février 2025       |
| [Chapitres 156-157] - Le Dr Xeno était le mentor de Senku en science, avant la pétrification de l’humanité. Ce dernier se souvient de leurs échanges de l’époque. |                                                      |                                         |                       |
| 8 (65) | LOCK ON                                              | LOCK ON                                 | 27 février 2025       |
| [Chapitres 158-159-160] - Lors de sa dépétrification, Xeno n’avait pas tardé à mettre en œuvre ses plans de despote. Sur le Perseus, Luna se décide à passer à l’action.                                                                                             |                                                      |                                         |                       |
| 9 (66) | Les lumières de la science                           | 科学の灯 Kagaku no Akari                | 6 mars 2025           |
| [Chapitres 160-161] - Senku a été grièvement blessé par la balle tirée par Stanley. L’adversaire pense avoir éliminé le scientifique ennemi. Une stratégie se met en place.                                                                                          |                                                      |                                         |                       |
| 10 (67) | Un chemin croulant de terre                          | 土まみれの道を Tsuchi Mamire no Michi o | 13 mars 2025          |
| [Chapitres 162-163-164] - Du côté de l’équipe de Chrome, le tunnel commence à être creusé. Taiju se rapproche de l’ennemi pour apporter le matériel nécessaire à ses camarades.                                                                                      |                                                      |                                         |                       |
| 11 (68) | Ceux qui connaissent les règles et ceux qui les font | ルールを知る者創る者 Rūru o Shiru-mono  | 20 mars 2025          |
| [Chapitres 164-165-166] - Dans le ciel, le duel aérien fait rage entre Stanley et Ryusui, accompagné de Senku. Au sol, rien n’est sûr non plus… |                                                      |                                         |                       |
| 12 (69) | Retrouvailles                                        | 再会 Saikai                             | 27 mars 2025          |
| [Chapitres 167-168-169] - Si Stanley a pris le contrôle du Perseus, l’équipe de Chrome parvient à capturer le Dr Xeno grâce à leur tunnel. |                                                      |                                         |                       |

#### Partie 2
| No | Titre en français                 | Titre original                             | Date de 1re diffusion |
| --- | --------------------------------- | ------------------------------------------ | --------------------- |
| 13 (70) | Les yeux levés vers la même lune  | 同じ月を見て Onaji Tsuki o Mite            | 10 juillet 2025       |
| [Chapitres 170-171] - Les deux camps ont cessé les hostilités. Toutefois, Stanley compte bien rattraper l’ennemi et récupérer Xeno.    |                                   |                                            |                       |
| 14 (71) | EARTH RACE                        | EARTH RACE                                 | 17 juillet 2025       |
| [Chapitres 172-173] - Dans leur cavale, l’équipe de Senku rencontre le Dr Chelsea, un atout scientifique de taille pour la suite.      |                                   |                                            |                       |
| 15 (72) | Transperçons les mailles du filet | 包囲網突破戦 Hōimō Toppa-sen               | 24 juillet 2025       |
| [Chapitres 174-175-176] - L’équipage doit trouver des arbres pour faire du caoutchouc. Toutefois, il leur faut d’abord berner Stanley. |                                   |                                            |                       |
| 16 (73) | MEDUSA MECHANISM                  | MEDUSA MECHANISM                           | 31 juillet 2025       |
| [Chapitres 177-178] - Senku demande à l’équipe restée en zone de paix de démonter Médusa. Un expert en horlogerie sera nécessaire.     |                                   |                                            |                       |
| 17 (74) | D'une effroyable beauté           | 悍ましくも美しく Ozomashiku mo utsukushiku | 7 août 2025           |
| [Chapitres 179-180-181] - Pour échapper à Stanley, l’équipe de Senku fabrique un téléphérique pour atteindre la forêt amazonienne.     |                                   |                                            |                       |
| 18 (75) | DIAMOND HEART                     | DIAMOND HEART                              | 14 août 2025          |
| 19 (76) | STONE SANCTUARY                   | STONE SANCTUARY                            | 21 août 2025          |